# تپه شاهبداغ
تپه شاهبداغ مربوط به دوران‌های تاریخی پس از اسلام است و در شهرستان همدان، بخش مرکزی، روستای شاه بداغ واقع شده و این اثر در تاریخ ۱۷ اسفند ۱۳۸۱ با شمارهٔ ثبت ۷۵۹۲ به‌عنوان یکی از آثار ملی ایران به ثبت رسیده است.